# Hypopta tekkensis
Hypopta tekkensis is een vlinder uit de familie van de houtboorders (Cossidae). De wetenschappelijke naam van de soort is voor het eerst geldig gepubliceerd in 1912 door Alphéraky & Rothschild.